# Collegio elettorale di Milano (Regno d'Italia)
Il collegio elettorale di Milano è stato un collegio elettorale uninominale e di lista del Regno d'Italia per l'elezione della Camera dei deputati.

## Storia
Il collegio uninominale venne istituito, insieme ad altri 442, tramite regio decreto 17 dicembre 1860, n. 4513.
Successivamente divenne collegio plurinominale tramite regio decreto 24 settembre 1882, n. 999, in seguito alla riforma che stabilì complessivamente 135 collegi elettorali.
Tornò poi ad essere un collegio uninominale tramite regio decreto 14 giugno 1891, n. 280, in seguito alla riforma che stabilì complessivamente 508 collegi elettorali.
In seguito divenne un collegio con scrutinio di lista con sistema proporzionale tramite regio decreto 10 settembre 1919, n. 1576, in seguito alla riforma che definì 54 collegi elettorali.
Il numero di collegi fu ridotto tramite regio decreto 2 aprile 1921, n. 320, in seguito alla riforma che definì 40 collegi elettorali.
Fu soppresso definitivamente con l'istituzione del collegio unico nazionale tramite regio decreto del 13 dicembre 1923, n. 2694.
| Legislature           | VIII | IX   | X    | XI   | XII  | XIII | XIV  | XV   | XVI  | XVII | XVIII | XIX  | XX   | XXI  | XXII | XXIII | XXIV | XXV  | XXVI | XXVII | XXVIII | XXIX | XXX  |
| --------------------- | ---- | ---- | ---- | ---- | ---- | ---- | ---- | ---- | ---- | ---- | ----- | ---- | ---- | ---- | ---- | ----- | ---- | ---- | ---- | ----- | ------ | ---- | ---- |
| Elezioni              | 1861 | 1865 | 1867 | 1870 | 1874 | 1876 | 1880 | 1882 | 1886 | 1890 | 1892  | 1895 | 1897 | 1900 | 1904 | 1909  | 1913 | 1919 | 1921 | 1924  | 1929   | 1934 | 1939 |
| Deputati nel collegio | 1    | 1    | 1    | 1    | 1    | 1    | 1    | 5    | 5    | 5    | 1     | 1    | 1    | 1    | 1    | 1     | 1    | 20   | 28   |       |        |      |      |
|                       |      |      |      |      |      |      |      |      |      |      |       |      |      |      |      |       |      |      |      |       |        |      |      |
| Totale eletti         | 443  | 493  | 493  | 508  | 508  | 508  | 508  | 508  | 508  | 508  | 508   | 508  | 508  | 508  | 508  | 508   | 508  | 508  | 535  | 535   | 400    | 400  |      |
| Numero collegi        | 443  | 493  | 493  | 508  | 508  | 508  | 508  | 135  | 135  | 135  | 508   | 508  | 508  | 508  | 508  | 508   | 508  | 54   | 40   | 15    | 1      | 1    |      |

## Territorio
Nel 1919 Milano divenne capoluogo del collegio comprendente l'intera provincia; nel 1921 il collegio inglobò anche la provincia di Pavia.

## Dati elettorali
Nel collegio si svolsero elezioni per diciannove legislature.

### VIII legislatura
Le votazioni si svolsero in 443 collegi uninominali a doppio turno. Come previsto dalla legge elettorale del 17 dicembre 1860, era eletto al primo turno il candidato che «riunisce in suo favore più del terzo dei voti del total numero dei membri componenti il collegio e più della metà dei suffragi dati dai votanti presenti all'adunanza» (art. 91). Se nessun candidato era eletto, al ballottaggio tra i due candidati con più voti era eletto chi otteneva il maggior numero di voti (art. 92) o, in caso di ugual numero di voti, il maggiore d'età (art. 93).
| Partito                            | Partito                            | Candidato                          | Risultati 27 gennaio 1861 | Risultati 27 gennaio 1861 |
| Partito                            | Partito                            | Candidato                          | Voti                      | %                         |
| ---------------------------------- | ---------------------------------- | ---------------------------------- | ------------------------- | ------------------------- |
|                                    | Destra storica                     | Ambrogio Trezzi                    | 536                       | 76,24                     |
|                                    | —                                  | Giuseppe Finzi                     | 96                        | 13,66                     |
|                                    | —                                  | Giuseppe Sirtori                   | 71                        | 10,10                     |
|                                    |                                    |                                    |                           |                           |
| Iscritti                           | Iscritti                           | Iscritti                           | 1 304                     | 100,00                    |
| ↳ Votanti (% su iscritti)          | ↳ Votanti (% su iscritti)          | ↳ Votanti (% su iscritti)          | 775                       | 59,43                     |
| ↳ Voti validi (% su votanti)       | ↳ Voti validi (% su votanti)       | ↳ Voti validi (% su votanti)       | 703                       | 90,71                     |
| ↳ Schede non valide (% su votanti) | ↳ Schede non valide (% su votanti) | ↳ Schede non valide (% su votanti) | 72                        | 9,29                      |
| ↳ Astenuti (% su iscritti)         | ↳ Astenuti (% su iscritti)         | ↳ Astenuti (% su iscritti)         | 529                       | 40,57                     |

### IX legislatura
Le votazioni si svolsero in 493 collegi uninominali a doppio turno con la stessa normativa precedente (al primo turno un numero di voti maggiore di un terzo degli iscritti al voto).
| Partito                            | Partito                            | Candidato                          | Primo turno 22 ottobre 1865 | Primo turno 22 ottobre 1865 | Ballottaggio 29 ottobre 1865 | Ballottaggio 29 ottobre 1865 |
| Partito                            | Partito                            | Candidato                          | Voti                        | %                           | Voti                         | %                            |
| ---------------------------------- | ---------------------------------- | ---------------------------------- | --------------------------- | --------------------------- | ---------------------------- | ---------------------------- |
|                                    | Destra storica                     | Giovanni Visconti Venosta          | 404                         | 46,60                       | 477                          | 52,07                        |
|                                    | —                                  | Benedetto Cairoli                  | 291                         | 33,56                       | 439                          | 47,93                        |
|                                    | —                                  | Pompeo Castelli                    | 172                         | 19,84                       |                              |                              |
|                                    |                                    |                                    |                             |                             |                              |                              |
| Iscritti                           | Iscritti                           | Iscritti                           | 1 930                       | 100,00                      | 1 930                        | 100,00                       |
| ↳ Votanti (% su iscritti)          | ↳ Votanti (% su iscritti)          | ↳ Votanti (% su iscritti)          | 910                         | 47,15                       | 929                          | 48,13                        |
| ↳ Voti validi (% su votanti)       | ↳ Voti validi (% su votanti)       | ↳ Voti validi (% su votanti)       | 867                         | 95,27                       | 916                          | 98,60                        |
| ↳ Schede non valide (% su votanti) | ↳ Schede non valide (% su votanti) | ↳ Schede non valide (% su votanti) | 43                          | 4,73                        | 13                           | 1,40                         |
| ↳ Astenuti (% su iscritti)         | ↳ Astenuti (% su iscritti)         | ↳ Astenuti (% su iscritti)         | 1 020                       | 52,85                       | 1 001                        | 51,87                        |

### X legislatura
Le votazioni si svolsero in 493 collegi uninominali a doppio turno con la stessa normativa precedente (al primo turno un numero di voti maggiore di un terzo degli iscritti al voto).
| Partito                            | Partito                            | Candidato                          | Primo turno 10 marzo 1867 | Primo turno 10 marzo 1867 | Ballottaggio 17 marzo 1867 | Ballottaggio 17 marzo 1867 |
| Partito                            | Partito                            | Candidato                          | Voti                      | %                         | Voti                       | %                          |
| ---------------------------------- | ---------------------------------- | ---------------------------------- | ------------------------- | ------------------------- | -------------------------- | -------------------------- |
|                                    | Estrema sinistra storica           | Carlo Cattaneo                     | 421                       | 45,17                     | 629                        | 54,93                      |
|                                    | Destra storica                     | Giovanni Visconti Venosta          | 348                       | 37,34                     | 516                        | 45,07                      |
|                                    | —                                  | Giulio Bellinzaghi                 | 163                       | 17,49                     |                            |                            |
|                                    |                                    |                                    |                           |                           |                            |                            |
| Iscritti                           | Iscritti                           | Iscritti                           | 1 963                     | 100,00                    | 1 963                      | 100,00                     |
| ↳ Votanti (% su iscritti)          | ↳ Votanti (% su iscritti)          | ↳ Votanti (% su iscritti)          | 1 003                     | 51,10                     | 1 159                      | 59,04                      |
| ↳ Voti validi (% su votanti)       | ↳ Voti validi (% su votanti)       | ↳ Voti validi (% su votanti)       | 932                       | 92,92                     | 1 145                      | 98,79                      |
| ↳ Schede non valide (% su votanti) | ↳ Schede non valide (% su votanti) | ↳ Schede non valide (% su votanti) | 71                        | 7,08                      | 14                         | 1,21                       |
| ↳ Astenuti (% su iscritti)         | ↳ Astenuti (% su iscritti)         | ↳ Astenuti (% su iscritti)         | 960                       | 48,90                     | 804                        | 40,96                      |

Il deputato Cattaneo morì il 5 febbraio 1869 e il collegio venne riconvocato.
| Partito                            | Partito                            | Candidato                          | Primo turno 7 marzo 1869 | Primo turno 7 marzo 1869 | Ballottaggio 14 marzo 1869 | Ballottaggio 14 marzo 1869 |
| Partito                            | Partito                            | Candidato                          | Voti                     | %                        | Voti                       | %                          |
| ---------------------------------- | ---------------------------------- | ---------------------------------- | ------------------------ | ------------------------ | -------------------------- | -------------------------- |
|                                    | Destra storica                     | Enrico Fano                        | 461                      | 68,70                    | 543                        | 66,79                      |
|                                    | —                                  | Giovanni Battista Varè             | 210                      | 31,30                    | 270                        | 33,21                      |
|                                    |                                    |                                    |                          |                          |                            |                            |
| Iscritti                           | Iscritti                           | Iscritti                           | 2 205                    | 100,00                   | 2 205                      | 100,00                     |
| ↳ Votanti (% su iscritti)          | ↳ Votanti (% su iscritti)          | ↳ Votanti (% su iscritti)          | 717                      | 32,52                    | 822                        | 37,28                      |
| ↳ Voti validi (% su votanti)       | ↳ Voti validi (% su votanti)       | ↳ Voti validi (% su votanti)       | 671                      | 93,58                    | 813                        | 98,91                      |
| ↳ Schede non valide (% su votanti) | ↳ Schede non valide (% su votanti) | ↳ Schede non valide (% su votanti) | 46                       | 6,42                     | 9                          | 1,09                       |
| ↳ Astenuti (% su iscritti)         | ↳ Astenuti (% su iscritti)         | ↳ Astenuti (% su iscritti)         | 1 488                    | 67,48                    | 1 383                      | 62,72                      |

### XI legislatura
Le votazioni si svolsero in 508 collegi uninominali a doppio turno con la normativa del 1860 (al primo turno un numero di voti maggiore di un terzo degli iscritti al voto).
| Partito                            | Partito                            | Candidato                          | Primo turno 20 novembre 1870 | Primo turno 20 novembre 1870 | Ballottaggio 27 novembre 1870 | Ballottaggio 27 novembre 1870 |
| Partito                            | Partito                            | Candidato                          | Voti                         | %                            | Voti                          | %                             |
| ---------------------------------- | ---------------------------------- | ---------------------------------- | ---------------------------- | ---------------------------- | ----------------------------- | ----------------------------- |
|                                    | Destra storica                     | Enrico Fano                        | 560                          | 67,88                        | 535                           | 61,21                         |
|                                    | —                                  | Gaetano Semenza                    | 265                          | 32,12                        | 339                           | 38,79                         |
|                                    |                                    |                                    |                              |                              |                               |                               |
| Iscritti                           | Iscritti                           | Iscritti                           | 2 081                        | 100,00                       | 2 081                         | 100,00                        |
| ↳ Votanti (% su iscritti)          | ↳ Votanti (% su iscritti)          | ↳ Votanti (% su iscritti)          | 874                          | 42,00                        | 885                           | 42,53                         |
| ↳ Voti validi (% su votanti)       | ↳ Voti validi (% su votanti)       | ↳ Voti validi (% su votanti)       | 825                          | 94,39                        | 874                           | 98,76                         |
| ↳ Schede non valide (% su votanti) | ↳ Schede non valide (% su votanti) | ↳ Schede non valide (% su votanti) | 49                           | 5,61                         | 11                            | 1,24                          |
| ↳ Astenuti (% su iscritti)         | ↳ Astenuti (% su iscritti)         | ↳ Astenuti (% su iscritti)         | 1 207                        | 58,00                        | 1 196                         | 57,47                         |

### XII legislatura
Le votazioni si svolsero in 508 collegi uninominali a doppio turno con la normativa del 1860 (al primo turno un numero di voti maggiore di un terzo degli iscritti al voto).
| Partito                            | Partito                            | Candidato                          | Primo turno 8 novembre 1874 | Primo turno 8 novembre 1874 | Ballottaggio 15 novembre 1874 | Ballottaggio 15 novembre 1874 |
| Partito                            | Partito                            | Candidato                          | Voti                        | %                           | Voti                          | %                             |
| ---------------------------------- | ---------------------------------- | ---------------------------------- | --------------------------- | --------------------------- | ----------------------------- | ----------------------------- |
|                                    | Destra storica                     | Enrico Fano                        | 745                         | 74,57                       | 826                           | 77,34                         |
|                                    | —                                  | Giuseppe Garibaldi                 | 254                         | 25,43                       | 242                           | 22,66                         |
|                                    |                                    |                                    |                             |                             |                               |                               |
| Iscritti                           | Iscritti                           | Iscritti                           | 2 383                       | 100,00                      | 2 383                         | 100,00                        |
| ↳ Votanti (% su iscritti)          | ↳ Votanti (% su iscritti)          | ↳ Votanti (% su iscritti)          | 1 044                       | 43,81                       | 1 083                         | 45,45                         |
| ↳ Voti validi (% su votanti)       | ↳ Voti validi (% su votanti)       | ↳ Voti validi (% su votanti)       | 999                         | 95,69                       | 1 068                         | 98,61                         |
| ↳ Schede non valide (% su votanti) | ↳ Schede non valide (% su votanti) | ↳ Schede non valide (% su votanti) | 45                          | 4,31                        | 15                            | 1,39                          |
| ↳ Astenuti (% su iscritti)         | ↳ Astenuti (% su iscritti)         | ↳ Astenuti (% su iscritti)         | 1 339                       | 56,19                       | 1 300                         | 54,55                         |

### XIII legislatura
Le votazioni si svolsero in 508 collegi uninominali a doppio turno con la normativa del 1860 (al primo turno un numero di voti maggiore di un terzo degli iscritti al voto).
| Partito                            | Partito                            | Candidato                          | Primo turno 5 novembre 1876 | Primo turno 5 novembre 1876 | Ballottaggio 12 novembre 1876 | Ballottaggio 12 novembre 1876 |
| Partito                            | Partito                            | Candidato                          | Voti                        | %                           | Voti                          | %                             |
| ---------------------------------- | ---------------------------------- | ---------------------------------- | --------------------------- | --------------------------- | ----------------------------- | ----------------------------- |
|                                    | Destra storica                     | Enrico Fano                        | 606                         | 52,56                       | 711                           | 51,15                         |
|                                    | —                                  | Ernesto Rognoni                    | 547                         | 47,44                       | 679                           | 48,85                         |
|                                    |                                    |                                    |                             |                             |                               |                               |
| Iscritti                           | Iscritti                           | Iscritti                           | 2 401                       | 100,00                      | 2 401                         | 100,00                        |
| ↳ Votanti (% su iscritti)          | ↳ Votanti (% su iscritti)          | ↳ Votanti (% su iscritti)          | 1 279                       | 53,27                       | 1 435                         | 59,77                         |
| ↳ Voti validi (% su votanti)       | ↳ Voti validi (% su votanti)       | ↳ Voti validi (% su votanti)       | 1 153                       | 90,15                       | 1 390                         | 96,86                         |
| ↳ Schede non valide (% su votanti) | ↳ Schede non valide (% su votanti) | ↳ Schede non valide (% su votanti) | 126                         | 9,85                        | 45                            | 3,14                          |
| ↳ Astenuti (% su iscritti)         | ↳ Astenuti (% su iscritti)         | ↳ Astenuti (% su iscritti)         | 1 122                       | 46,73                       | 966                           | 40,23                         |

### XIV legislatura
Le votazioni si svolsero in 508 collegi uninominali a doppio turno con la normativa del 1860 (al primo turno un numero di voti maggiore di un terzo degli iscritti al voto).
| Partito                            | Partito                            | Candidato                          | Primo turno 16 maggio 1880 | Primo turno 16 maggio 1880 | Ballottaggio 23 maggio 1880 | Ballottaggio 23 maggio 1880 |
| Partito                            | Partito                            | Candidato                          | Voti                       | %                          | Voti                        | %                           |
| ---------------------------------- | ---------------------------------- | ---------------------------------- | -------------------------- | -------------------------- | --------------------------- | --------------------------- |
|                                    | Destra storica                     | Enrico Fano                        | 898                        | 61,05                      | 978                         | 57,46                       |
|                                    | —                                  | Napoleone Perelli                  | 573                        | 38,95                      | 724                         | 42,54                       |
|                                    |                                    |                                    |                            |                            |                             |                             |
| Iscritti                           | Iscritti                           | Iscritti                           | 2 742                      | 100,00                     | 2 742                       | 100,00                      |
| ↳ Votanti (% su iscritti)          | ↳ Votanti (% su iscritti)          | ↳ Votanti (% su iscritti)          | 1 528                      | 55,73                      | 1 722                       | 62,80                       |
| ↳ Voti validi (% su votanti)       | ↳ Voti validi (% su votanti)       | ↳ Voti validi (% su votanti)       | 1 471                      | 96,27                      | 1 702                       | 98,84                       |
| ↳ Schede non valide (% su votanti) | ↳ Schede non valide (% su votanti) | ↳ Schede non valide (% su votanti) | 57                         | 3,73                       | 20                          | 1,16                        |
| ↳ Astenuti (% su iscritti)         | ↳ Astenuti (% su iscritti)         | ↳ Astenuti (% su iscritti)         | 1 214                      | 44,27                      | 1 020                       | 37,20                       |

### XV legislatura
Le votazioni si svolsero in 135 collegi plurinominali a doppio turno. Come previsto dalla legge elettorale politica del 24 settembre 1882, erano eletti al primo turno i candidati che «hanno ottenuto il maggior numero di voti, purché questo numero oltrepassi l'ottavo del numero degli elettori iscritti» (art. 74) secondo il numero di deputati previsto per il collegio; se il numero di eletti era inferiore al numero di deputati, il ballottaggio era tra i non eletti (in numero doppio rispetto ai deputati ancora da eleggere) che avevano il maggior numero di voti (art. 75) ed era eletto chi otteneva il maggior numero di voti nella seconda votazione (art. 77) oppure, in caso di ugual numero di voti, il maggiore d'età (art. 78).
| Partito                    | Partito                    | Candidato                  | Risultati 29 ottobre 1882 | Risultati 29 ottobre 1882 |
| Partito                    | Partito                    | Candidato                  | Voti                      | %                         |
| -------------------------- | -------------------------- | -------------------------- | ------------------------- | ------------------------- |
|                            | —                          | Giuseppe Marcora           | 10 715                    | 57,11                     |
|                            | —                          | Giuseppe Mussi             | 10 533                    | 56,14                     |
|                            | —                          | Antonio Maffi              | 10 407                    | 55,47                     |
|                            | —                          | Agostino Bertani           | 9 962                     | 53,09                     |
|                            | —                          | Cesare Correnti            | 7 793                     | 41,53                     |
|                            | —                          | Gaetano Negri              | 7 674                     | 40,90                     |
|                            | —                          | Enrico Fano                | 6 864                     | 36,58                     |
|                            | —                          | Stefano Labus              | 6 249                     | 33,30                     |
|                            | —                          | Osvaldo Gnocchi-Viani      | 668                       | 3,56                      |
|                            |                            |                            |                           |                           |
| Iscritti                   | Iscritti                   | Iscritti                   | 32 827                    | 100,00                    |
| ↳ Votanti (% su iscritti)  | ↳ Votanti (% su iscritti)  | ↳ Votanti (% su iscritti)  | 18 763                    | 57,16                     |
| ↳ Astenuti (% su iscritti) | ↳ Astenuti (% su iscritti) | ↳ Astenuti (% su iscritti) | 14 064                    | 42,84                     |

### XVI legislatura
Le votazioni si svolsero in 135 collegi plurinominali a doppio turno con la normativa del 1882 (al primo turno un numero di voti maggiore di un ottavo degli iscritti al voto).
| Partito                    | Partito                    | Candidato                  | Risultati 23 maggio 1886 | Risultati 23 maggio 1886 |
| Partito                    | Partito                    | Candidato                  | Voti                     | %                        |
| -------------------------- | -------------------------- | -------------------------- | ------------------------ | ------------------------ |
|                            | —                          | Felice Cavallotti          | 10 263                   | 57,02                    |
|                            | —                          | Giuseppe Mussi             | 9 505                    | 52,81                    |
|                            | —                          | Antonio Maffi              | 9 453                    | 52,52                    |
|                            | —                          | Giuseppe Marcora           | 8 401                    | 46,67                    |
|                            | —                          | Giuseppe Colombo           | 7 297                    | 40,54                    |
|                            | —                          | Romualdo Bonfadini         | 7 063                    | 39,24                    |
|                            | —                          | Cesare Correnti            | 7 082                    | 39,34                    |
|                            | —                          | Tommaso Bertarelli         | 6 811                    | 37,84                    |
|                            | —                          | Angelo Pavesi              | 1 329                    | 7,38                     |
|                            | —                          | Giuseppe Berretta          | 942                      | 5,23                     |
|                            | —                          | Osvaldo Gnocchi-Viani      | 670                      | 3,72                     |
|                            |                            |                            |                          |                          |
| Iscritti                   | Iscritti                   | Iscritti                   | 36 871                   | 100,00                   |
| ↳ Votanti (% su iscritti)  | ↳ Votanti (% su iscritti)  | ↳ Votanti (% su iscritti)  | 18 000                   | 48,82                    |
| ↳ Astenuti (% su iscritti) | ↳ Astenuti (% su iscritti) | ↳ Astenuti (% su iscritti) | 18 871                   | 51,18                    |

Il deputato Cavallotti si dimise il 26 aprile 1888 e il collegio fu riconvocato, con rielezione del deputato stesso.
| Partito                    | Partito                    | Candidato                  | Risultati 27 maggio 1888 | Risultati 27 maggio 1888 |
| Partito                    | Partito                    | Candidato                  | Voti                     | %                        |
| -------------------------- | -------------------------- | -------------------------- | ------------------------ | ------------------------ |
|                            | —                          | Felice Cavallotti          | 6 204                    | 91,75                    |
|                            | —                          | Francesco Crispi           | 22                       | 0,33                     |
|                            |                            |                            |                          |                          |
| Iscritti                   | Iscritti                   | Iscritti                   | 38 188                   | 100,00                   |
| ↳ Votanti (% su iscritti)  | ↳ Votanti (% su iscritti)  | ↳ Votanti (% su iscritti)  | 6 762                    | 17,71                    |
| ↳ Astenuti (% su iscritti) | ↳ Astenuti (% su iscritti) | ↳ Astenuti (% su iscritti) | 31 426                   | 82,29                    |

### XVII legislatura
Le votazioni si svolsero in 135 collegi plurinominali a doppio turno con la normativa del 1882 (al primo turno un numero di voti maggiore di un ottavo degli iscritti al voto).
| Partito                    | Partito                    | Candidato                  | Risultati 23 novembre 1890 | Risultati 23 novembre 1890 |
| Partito                    | Partito                    | Candidato                  | Voti                       | %                          |
| -------------------------- | -------------------------- | -------------------------- | -------------------------- | -------------------------- |
|                            | —                          | Giuseppe Colombo           | 11 128                     | 58,12                      |
|                            | —                          | Ettore Ponti               | 10 944                     | 57,15                      |
|                            | —                          | Luca Beltrami              | 9 779                      | 51,07                      |
|                            | —                          | Felice Cavallotti          | 9 406                      | 49,12                      |
|                            | —                          | Giuseppe Mussi             | 8 798                      | 45,95                      |
|                            | —                          | Cesare Todeschini          | 8 649                      | 45,17                      |
|                            | —                          | Antonio Maffi              | 7 725                      | 40,34                      |
|                            | —                          | Giuseppe Marcora           | 7 315                      | 38,20                      |
|                            |                            |                            |                            |                            |
| Iscritti                   | Iscritti                   | Iscritti                   | 40 712                     | 100,00                     |
| ↳ Votanti (% su iscritti)  | ↳ Votanti (% su iscritti)  | ↳ Votanti (% su iscritti)  | 19 148                     | 47,03                      |
| ↳ Astenuti (% su iscritti) | ↳ Astenuti (% su iscritti) | ↳ Astenuti (% su iscritti) | 21 564                     | 52,97                      |

### XVIII legislatura
Le votazioni si svolsero in 508 collegi uninominali a doppio turno. Come previsto dalla legge elettorale politica del 28 giugno 1892, era eletto al primo turno il candidato che «ha ottenuto un numero di voti maggiore del sesto del numero totale degli elettori iscritti nella lista del collegio e più della metà dei suffragi dati dai votanti» escludendo le schede nulle (art. 74). Se nessun candidato era eletto, al ballottaggio tra i due candidati con più voti (art. 75) era eletto chi otteneva il maggior numero di voti oppure, in caso di ugual numero di voti, il maggiore d'età (art. 77).
| Partito                            | Partito                            | Candidato                          | Risultati 6 novembre 1892 | Risultati 6 novembre 1892 |
| Partito                            | Partito                            | Candidato                          | Voti                      | %                         |
| ---------------------------------- | ---------------------------------- | ---------------------------------- | ------------------------- | ------------------------- |
|                                    | Ministeriali                       | Luca Beltrami                      | 1 767                     | 53,81                     |
|                                    | Estrema sinistra storica           | Luigi De Andreis                   | 1 122                     | 34,17                     |
|                                    | —                                  | Antonio Perelli Paradisi           | 332                       | 10,11                     |
|                                    | —                                  | Carlo Dell'Avalle                  | 63                        | 1,92                      |
|                                    |                                    |                                    |                           |                           |
| Iscritti                           | Iscritti                           | Iscritti                           | 7 729                     | 100,00                    |
| ↳ Votanti (% su iscritti)          | ↳ Votanti (% su iscritti)          | ↳ Votanti (% su iscritti)          | 3 412                     | 44,15                     |
| ↳ Voti validi (% su votanti)       | ↳ Voti validi (% su votanti)       | ↳ Voti validi (% su votanti)       | 3 284                     | 96,25                     |
| ↳ Schede non valide (% su votanti) | ↳ Schede non valide (% su votanti) | ↳ Schede non valide (% su votanti) | 128                       | 3,75                      |
| ↳ Astenuti (% su iscritti)         | ↳ Astenuti (% su iscritti)         | ↳ Astenuti (% su iscritti)         | 4 317                     | 55,85                     |

### XIX legislatura
Le votazioni si svolsero in 508 collegi uninominali a doppio turno con la normativa del 1892 (al primo turno un numero di voti maggiore di un sesto degli iscritti al voto).
| Partito                            | Partito                            | Candidato                          | Primo turno 26 maggio 1895 | Primo turno 26 maggio 1895 | Ballottaggio 2 giugno 1895 | Ballottaggio 2 giugno 1895 |
| Partito                            | Partito                            | Candidato                          | Voti                       | %                          | Voti                       | %                          |
| ---------------------------------- | ---------------------------------- | ---------------------------------- | -------------------------- | -------------------------- | -------------------------- | -------------------------- |
|                                    | Estrema sinistra storica           | Luigi De Andreis                   | 1 591                      | 42,01                      | 2 180                      | 51,84                      |
|                                    | Ministeriali                       | Luca Beltrami                      | 1 938                      | 51,18                      | 2 025                      | 48,16                      |
|                                    | Partito Socialista Italiano        | Costantino Lazzari                 | 258                        | 6,81                       |                            |                            |
|                                    |                                    |                                    |                            |                            |                            |                            |
| Iscritti                           | Iscritti                           | Iscritti                           | 7 698                      | 100,00                     | 7 698                      | 100,00                     |
| ↳ Votanti (% su iscritti)          | ↳ Votanti (% su iscritti)          | ↳ Votanti (% su iscritti)          | 3 918                      | 50,90                      | 4 243                      | 55,12                      |
| ↳ Voti validi (% su votanti)       | ↳ Voti validi (% su votanti)       | ↳ Voti validi (% su votanti)       | 3 787                      | 96,66                      | 4 205                      | 99,10                      |
| ↳ Schede non valide (% su votanti) | ↳ Schede non valide (% su votanti) | ↳ Schede non valide (% su votanti) | 131                        | 3,34                       | 38                         | 0,90                       |
| ↳ Astenuti (% su iscritti)         | ↳ Astenuti (% su iscritti)         | ↳ Astenuti (% su iscritti)         | 3 780                      | 49,10                      | 3 455                      | 44,88                      |

Il 22 luglio 1895 la Camera annullò la proclamazione a deputato del De Andreis fatta dall'Assemblea dei Presidenti (che la Giunta dell'elezione, invece, pur rettificando in 1944 i voti ottenuti nella prima votazione dall'onorevole Beltrami, proponeva, a parità di voti, doversi convalidare) e proclamò eletto a primo scrutinio, convalidandone l'elezione, l'onorevole Beltrami.
"Manifestate queste due opinioni e largamente discusse, la Giunta intorno ad esse si divise in due campi perfettamente eguali, giacche su 14 presenti, 7 per l'uno e 7 per l'altro partito si dichiararono. La deliberazione della Giunta, la quale presa a voti pari deve, a tenore dell'articolo 25 del Regolamento della Camera, ritenersi per la convalidazione dell'eletto De Andreis, viene sottoposta, onorevoli colleghi, alla vostra decisione per mezzo del sottoscritto che fu all'uopo specialmente designato."
[...]
Pongo a partito l'emendamento dell'onorevole Cambray-Digny in questi termini: "Propongo di dichiarare nullo il ballottaggio del primo collegio di Milano e proclamare eletto a primo scrutinio l'onorevole Luca Beltrami." Chi approva questo emendamendo, si alzi.
(È approvato — Rumori vivissimi all'estrema sinistra — Commenti — Molti deputati abbandonano l'Aula).»
(Tornata pomeridiana del 22 luglio 1895)

### XX legislatura
Le votazioni si svolsero in 508 collegi uninominali a doppio turno con la normativa del 1892 (al primo turno un numero di voti maggiore di un sesto degli iscritti al voto).
| Partito                            | Partito                            | Candidato                          | Primo turno 21 marzo 1897 | Primo turno 21 marzo 1897 | Ballottaggio 28 marzo 1897 | Ballottaggio 28 marzo 1897 |
| Partito                            | Partito                            | Candidato                          | Voti                      | %                         | Voti                       | %                          |
| ---------------------------------- | ---------------------------------- | ---------------------------------- | ------------------------- | ------------------------- | -------------------------- | -------------------------- |
|                                    | Ministeriali                       | Emanuele Greppi                    | 1 927                     | 48,91                     | 2 257                      | 50,80                      |
|                                    | Estrema sinistra storica           | Luigi De Andreis                   | 1 504                     | 38,17                     | 2 186                      | 49,20                      |
|                                    | —                                  | Enrico Bertini                     | 509                       | 12,92                     |                            |                            |
|                                    |                                    |                                    |                           |                           |                            |                            |
| Iscritti                           | Iscritti                           | Iscritti                           | 7 515                     | 100,00                    | 7 515                      | 100,00                     |
| ↳ Votanti (% su iscritti)          | ↳ Votanti (% su iscritti)          | ↳ Votanti (% su iscritti)          | 4 050                     | 53,89                     | 4 492                      | 59,77                      |
| ↳ Voti validi (% su votanti)       | ↳ Voti validi (% su votanti)       | ↳ Voti validi (% su votanti)       | 3 940                     | 97,28                     | 4 443                      | 98,91                      |
| ↳ Schede non valide (% su votanti) | ↳ Schede non valide (% su votanti) | ↳ Schede non valide (% su votanti) | 110                       | 2,72                      | 49                         | 1,09                       |
| ↳ Astenuti (% su iscritti)         | ↳ Astenuti (% su iscritti)         | ↳ Astenuti (% su iscritti)         | 3 465                     | 46,11                     | 3 023                      | 40,23                      |

### XXI legislatura
Le votazioni si svolsero in 508 collegi uninominali a doppio turno con la normativa del 1892 (al primo turno un numero di voti maggiore di un sesto degli iscritti al voto).
| Partito                            | Partito                            | Candidato                          | Risultati 3 giugno 1900 | Risultati 3 giugno 1900 |
| Partito                            | Partito                            | Candidato                          | Voti                    | %                       |
| ---------------------------------- | ---------------------------------- | ---------------------------------- | ----------------------- | ----------------------- |
|                                    | Estrema sinistra storica           | Luigi De Andreis                   | 3 065                   | 57,85                   |
|                                    | —                                  | Emanuele Greppi                    | 2 233                   | 42,15                   |
|                                    |                                    |                                    |                         |                         |
| Iscritti                           | Iscritti                           | Iscritti                           | 8 325                   | 100,00                  |
| ↳ Votanti (% su iscritti)          | ↳ Votanti (% su iscritti)          | ↳ Votanti (% su iscritti)          | 5 430                   | 65,23                   |
| ↳ Voti validi (% su votanti)       | ↳ Voti validi (% su votanti)       | ↳ Voti validi (% su votanti)       | 5 298                   | 97,57                   |
| ↳ Schede non valide (% su votanti) | ↳ Schede non valide (% su votanti) | ↳ Schede non valide (% su votanti) | 132                     | 2,43                    |
| ↳ Astenuti (% su iscritti)         | ↳ Astenuti (% su iscritti)         | ↳ Astenuti (% su iscritti)         | 2 895                   | 34,77                   |

### XXII legislatura
Le votazioni si svolsero in 508 collegi uninominali a doppio turno con la normativa del 1892 (al primo turno un numero di voti maggiore di un sesto degli iscritti al voto).
| Partito                            | Partito                            | Candidato                          | Primo turno 6 novembre 1904 | Primo turno 6 novembre 1904 | Ballottaggio 13 novembre 1904 | Ballottaggio 13 novembre 1904 |
| Partito                            | Partito                            | Candidato                          | Voti                        | %                           | Voti                          | %                             |
| ---------------------------------- | ---------------------------------- | ---------------------------------- | --------------------------- | --------------------------- | ----------------------------- | ----------------------------- |
|                                    | —                                  | Ermanno Albasini Scrosati          | 2 329                       | 45,44                       | 2 947                         | 55,94                         |
|                                    | —                                  | Pisa Giulio                        | 942                         | 18,38                       | 2 321                         | 44,06                         |
|                                    | —                                  | Edoardo Bonardi                    | 986                         | 19,24                       |                               |                               |
|                                    | —                                  | Luigi De Andreis                   | 683                         | 13,32                       |                               |                               |
|                                    | —                                  | Costantino Lazzari                 | 186                         | 3,63                        |                               |                               |
|                                    |                                    |                                    |                             |                             |                               |                               |
| Iscritti                           | Iscritti                           | Iscritti                           | 8 502                       | 100,00                      | 8 502                         | 100,00                        |
| ↳ Votanti (% su iscritti)          | ↳ Votanti (% su iscritti)          | ↳ Votanti (% su iscritti)          | 5 196                       | 61,12                       | 5 326                         | 62,64                         |
| ↳ Voti validi (% su votanti)       | ↳ Voti validi (% su votanti)       | ↳ Voti validi (% su votanti)       | 5 126                       | 98,65                       | 5 268                         | 98,91                         |
| ↳ Schede non valide (% su votanti) | ↳ Schede non valide (% su votanti) | ↳ Schede non valide (% su votanti) | 70                          | 1,35                        | 58                            | 1,09                          |
| ↳ Astenuti (% su iscritti)         | ↳ Astenuti (% su iscritti)         | ↳ Astenuti (% su iscritti)         | 3 306                       | 38,88                       | 3 176                         | 37,36                         |

### XXIII legislatura
Le votazioni si svolsero in 508 collegi uninominali a doppio turno con la normativa del 1892 (al primo turno un numero di voti maggiore di un sesto degli iscritti al voto).
| Partito                            | Partito                            | Candidato                          | Primo turno 7 marzo 1909 | Primo turno 7 marzo 1909 | Ballottaggio 14 marzo 1909 | Ballottaggio 14 marzo 1909 |
| Partito                            | Partito                            | Candidato                          | Voti                     | %                        | Voti                       | %                          |
| ---------------------------------- | ---------------------------------- | ---------------------------------- | ------------------------ | ------------------------ | -------------------------- | -------------------------- |
|                                    | —                                  | Ermanno Albasini Scrosati          | 2 405                    | 47,59                    | 3 009                      | 52,78                      |
|                                    | —                                  | Achille Manfredini                 | 1 223                    | 24,20                    | 2 692                      | 47,22                      |
|                                    | —                                  | Angelo Filippetti                  | 858                      | 16,98                    |                            |                            |
|                                    | —                                  | Innocenzo Cappa                    | 568                      | 11,24                    |                            |                            |
|                                    |                                    |                                    |                          |                          |                            |                            |
| Iscritti                           | Iscritti                           | Iscritti                           | 8 999                    | 100,00                   | 8 999                      | 100,00                     |
| ↳ Votanti (% su iscritti)          | ↳ Votanti (% su iscritti)          | ↳ Votanti (% su iscritti)          | 5 212                    | 57,92                    | 5 764                      | 64,05                      |
| ↳ Voti validi (% su votanti)       | ↳ Voti validi (% su votanti)       | ↳ Voti validi (% su votanti)       | 5 054                    | 96,97                    | 5 701                      | 98,91                      |
| ↳ Schede non valide (% su votanti) | ↳ Schede non valide (% su votanti) | ↳ Schede non valide (% su votanti) | 158                      | 3,03                     | 63                         | 1,09                       |
| ↳ Astenuti (% su iscritti)         | ↳ Astenuti (% su iscritti)         | ↳ Astenuti (% su iscritti)         | 3 787                    | 42,08                    | 3 235                      | 35,95                      |

### XXIV legislatura
Le votazioni si svolsero negli stessi 508 collegi uninominali già esistenti ma, come previsto dal regio decreto del 26 giugno 1913, era eletto al primo turno il candidato che «ha ottenuto un numero di voti maggiore del decimo del numero totale degli elettori del collegio e più della metà dei suffragi dati dai votanti» escludendo le schede nulle (art. 91). Se nessun candidato era eletto, al ballottaggio tra i due candidati con più voti (art. 92) era eletto chi otteneva il maggior numero di voti oppure, in caso di ugual numero di voti, il maggiore d'età (art. 93).
| Partito                            | Partito                            | Candidato                          | Primo turno 26 ottobre 1913 | Primo turno 26 ottobre 1913 | Ballottaggio 2 novembre 1913 | Ballottaggio 2 novembre 1913 |
| Partito                            | Partito                            | Candidato                          | Voti                        | %                           | Voti                         | %                            |
| ---------------------------------- | ---------------------------------- | ---------------------------------- | --------------------------- | --------------------------- | ---------------------------- | ---------------------------- |
|                                    | —                                  | Giuseppe De Capitani d'Arzago      | 3 064                       | 45,04                       | 3 955                        | 51,75                        |
|                                    | Repubblicano                       | Eugenio Chiesa                     | 2 212                       | 32,52                       | 3 688                        | 48,25                        |
|                                    | —                                  | Ermanno Jarak                      | 851                         | 12,51                       |                              |                              |
|                                    | —                                  | Ludovico d'Aragona                 | 676                         | 9,94                        |                              |                              |
|                                    |                                    |                                    |                             |                             |                              |                              |
| Iscritti                           | Iscritti                           | Iscritti                           | 11 814                      | 100,00                      | 11 814                       | 100,00                       |
| ↳ Votanti (% su iscritti)          | ↳ Votanti (% su iscritti)          | ↳ Votanti (% su iscritti)          | 6 873                       | 58,18                       | 7 684                        | 65,04                        |
| ↳ Voti validi (% su votanti)       | ↳ Voti validi (% su votanti)       | ↳ Voti validi (% su votanti)       | 6 803                       | 98,98                       | 7 643                        | 99,47                        |
| ↳ Schede non valide (% su votanti) | ↳ Schede non valide (% su votanti) | ↳ Schede non valide (% su votanti) | 70                          | 1,02                        | 41                           | 0,53                         |
| ↳ Astenuti (% su iscritti)         | ↳ Astenuti (% su iscritti)         | ↳ Astenuti (% su iscritti)         | 4 941                       | 41,82                       | 4 130                        | 34,96                        |

### XXV legislatura
Le votazioni si svolsero in 54 collegi di lista. Come previsto dal regio decreto del 2 settembre 1919, il numero di eletti per ogni lista era calcolato sulla base dei voti di lista e sul numero di voti dei candidati al di fuori della propria lista; la graduatoria tra i candidati era calcolata sommando i voti di lista e i propri voti di preferenza sia nella lista sia fuori dalla lista (art. 84).
| Partito                            | Partito                            | Risultati 16 novembre 1919 | Risultati 16 novembre 1919 | Risultati 16 novembre 1919 | Seggi | Seggi |
| Partito                            | Partito                            | Voti                       | %                          | ±                          | Num   | ±     |
| ---------------------------------- | ---------------------------------- | -------------------------- | -------------------------- | -------------------------- | ----- | ----- |
|                                    | Socialista ufficiale               | 170 201                    | 53,88                      | n.d.                       | 11    | n.d.  |
|                                    | Popolare italiano                  | 73 820                     | 23,37                      | n.d.                       | 5     | n.d.  |
|                                    | Partito liberale                   | 43 974                     | 13,92                      | n.d.                       | 3     | n.d.  |
|                                    | Combattenti                        | 21 398                     | 6,77                       | n.d.                       | 1     | n.d.  |
|                                    | Blocco democratico (FIC - PPF)     | 4 657                      | 1,47                       | n.d.                       | 0     | n.d.  |
|                                    | Partito agrario                    | 1 672                      | 0,53                       | n.d.                       | 0     | n.d.  |
|                                    | Blocco democratico popolare        | 182                        | 0,06                       | n.d.                       | 0     | n.d.  |
|                                    |                                    |                            |                            |                            |       |       |
| Iscritti                           | Iscritti                           | 466 250                    | 100,00                     |                            |       |       |
| ↳ Votanti (% su iscritti)          | ↳ Votanti (% su iscritti)          | 322 039                    | 69,07                      | n.d.                       |       |       |
| ↳ Voti validi (% su votanti)       | ↳ Voti validi (% su votanti)       | 315 904                    | 98,09                      |                            |       |       |
| ↳ Schede non valide (% su votanti) | ↳ Schede non valide (% su votanti) | 6 135                      | 1,91                       |                            |       |       |
| ↳ Astenuti (% su iscritti)         | ↳ Astenuti (% su iscritti)         | 144 211                    | 30,93                      |                            |       |       |

| Eletti | Eletti                        |
| ------ | ----------------------------- |
|        | Filippo Turati                |
|        | Claudio Treves                |
|        | Costanti Lazzari              |
|        | Francesco Buffoni             |
|        | Ludovico d'Aragona            |
|        | Pietro Bellotti               |
|        | Ettore Reina                  |
|        | Pietro Paolo Campi            |
|        | Livio Agostini                |
|        | Romeo Campanini               |
|        | Ezio Riboldi                  |
|        | Filippo Meda                  |
|        | Cesare Nava                   |
|        | Angelo Mauri                  |
|        | Stefano Cavazzoni             |
|        | Achille Grandi                |
|        | Giuseppe De Capitani d'Arzago |
|        | Riccardo Besana               |
|        | Paolo Bignami                 |
|        | Luigi Gasparotto              |

### XXVI legislatura
Le votazioni si svolsero in 40 collegi (39 di lista e uno uninominale) con la normativa del 1919 che per i collegi di lista stabiliva il numero di eletti per ogni lista sulla base dei voti di lista e sul numero di voti dei candidati al di fuori della propria lista.
| Partito                            | Partito                            | Risultati 15 maggio 1921 | Risultati 15 maggio 1921 | Risultati 15 maggio 1921 | Seggi | Seggi |
| Partito                            | Partito                            | Voti                     | %                        | ±                        | Num   | ±     |
| ---------------------------------- | ---------------------------------- | ------------------------ | ------------------------ | ------------------------ | ----- | ----- |
|                                    | Socialista ufficiale               | 251 707                  | 50,47                    | n.d.                     | 14    | n.d.  |
|                                    | Blocco nazionale                   | 124 451                  | 24,95                    | n.d.                     | 7     | n.d.  |
|                                    | Popolare italiano                  | 101 131                  | 20,28                    | n.d.                     | 6     | n.d.  |
|                                    | Comunista                          | 21 472                   | 4,31                     | n.d.                     | 1     | n.d.  |
|                                    |                                    |                          |                          |                          |       |       |
| Iscritti                           | Iscritti                           | 699 188                  | 100,00                   |                          |       |       |
| ↳ Votanti (% su iscritti)          | ↳ Votanti (% su iscritti)          | 503 893                  | 72,07                    | n.d.                     |       |       |
| ↳ Voti validi (% su votanti)       | ↳ Voti validi (% su votanti)       | 498 761                  | 98,98                    |                          |       |       |
| ↳ Schede non valide (% su votanti) | ↳ Schede non valide (% su votanti) | 5 132                    | 1,02                     |                          |       |       |
| ↳ Astenuti (% su iscritti)         | ↳ Astenuti (% su iscritti)         | 195 295                  | 27,93                    |                          |       |       |

| Eletti | Eletti                 |  | Eletti                        | Eletti |
| ------ | ---------------------- |  | ----------------------------- | ------ |
|        | Filippo Turati         |  | Benito Mussolini              |        |
|        | Emilio Caldara         |  | Attilio Fontana               |        |
|        | Luigi Montemartini     |  | Giuseppe De Capitani d'Arzago |        |
|        | Claudio Treves         |  | Innocenzo Cappa               |        |
|        | Egisto Cagnoni         |  | Luigi Gasparotto              |        |
|        | Alessandro De Giovanni |  | Luigi Lanfranconi             |        |
|        | Emilio Canevari        |  | Antonio Benni                 |        |
|        | Costantino Lazzari     |  | Filippo Meda                  |        |
|        | Pietro Bellotti        |  | Angelo Mauri                  |        |
|        | Enrico Gonzales        |  | Achille Grandi                |        |
|        | Emilio Morini          |  | Stefano Cavazzoni             |        |
|        | Giovanni Scagliotti    |  | Francesco Mauro               |        |
|        | Romeo Campanini        |  | Giovanni Paleari              |        |
|        | Francesco Buffoni      |  | Luigi Repossi                 |        |